# Segunda División de España 1934-35
La temporada 1934–35 de la Segunda División de España de fútbol corresponde a la 7.ª edición del campeonato y se disputó entre el 2 de diciembre de 1934 y el 28 de abril de 1935.
El campeón de Segunda esta temporada fue el Hércules Fútbol Club.

## Ampliación
Con la ampliación de la Primera División a 12 clubes en esta campaña, la Segunda División sufrió un drástico cambio en su funcionamiento. A partir de esta temporada, el torneo pasó de 10 a 24 equipos. Dado que la temporada anterior no se disputó la Tercera División y, por lo tanto, no hubo ascensos, fue la Federación Española la que designó a 20 de los 24 participantes. Los otros cuatro (Gimnástico de Valencia, Sport La Plana, Malacitano y Recreativo de Granada) fueron los campeones y subcampeones de los subgrupos de Levante y Andalucía del Campeonato Superregional Levante-Sur. Así mismo, el Elche CF reemplazó al CD Alavés, que renunció a la categoría tras participar en ella la temporada anterior.

## Sistema de competición
La Segunda División de España 1934/35 fue organizada por la Federación Española de Fútbol (FEF).
El campeonato contó con la participación de 24 clubes y se desarrolló en dos fases. En la primera fase se formaron tres grupos de ocho equipos, agrupándose por criterios de proximidad geográfica. Esta primera fase de disputó siguiendo un sistema de liga, de modo que los ocho equipos de cada grupo se enfrentaron entre sí, todos contra todos en dos ocasiones -una en campo propio y otra en campo contrario- sumando un total de 14 jornadas. El orden de los encuentros se decidió por sorteo antes de empezar la competición.
Se estableció una clasificación con arreglo a los puntos obtenidos en cada enfrentamiento, a razón de dos por partido ganado, uno por empatado y ninguno en caso de derrota. En caso de empate a puntos entre dos o más clubes en la clasificación, se tuvo en cuenta el mayor cociente de goles. 
Los dos primeros clasificados de cada grupo pasaron a la segunda fase, consistente en una liguilla, disputada también a doble partido. Se aplicaron los mismos criterios de puntuación que en la primera fase. Los dos primeros clasificados al término de las diez jornadas lograron el ascenso a Primera División para la próxima temporada.

## Clubes participantes
| Datos de ascensos y descensos con respecto a la temporada anterior |
| --- |
| Sevilla FC y Athletic de Madrid ascienden a Primera División. CD Alavés desciende a Categoría Regional. FC Badalona, Baracaldo FC, Elche FC, Gerona FC, Gimnástico FC, Recreativo Granada, Hércules FC, CE Júpiter, Levante FC, CD Logroño, CD Malacitano, CD Nacional de Madrid, Racing de Ferrol, Sport Club La Plana, Stadium Avilesino, Club Valladolid Deportivo y Zaragoza FC ascienden a Segunda División. |

### Grupo I
| Equipo                            | Ciudad     | Estadio          |
| --------------------------------- | ---------- | ---------------- |
| Baracaldo Fútbol Club             | Baracaldo  | Lasesarre        |
| Club Celta de Vigo                | Vigo       | Balaídos         |
| Club Deportivo Coruña             | La Coruña  | Riazor           |
| Club Deportivo Nacional de Madrid | Madrid     | El Parral        |
| Racing Club de Ferrol             | Ferrol     | El Inferniño     |
| Sporting de Gijón                 | Gijón      | El Molinón       |
| Stadium Club Avilesino            | Avilés     | Las Arobias      |
| Club Valladolid Deportivo         | Valladolid | Sociedad Taurina |

### Grupo II
| Equipo                                | Ciudad    | Estadio           |
| ------------------------------------- | --------- | ----------------- |
| Fútbol Club Badalona                  | Badalona  | Sant Adrià        |
| Gerona Fútbol Club                    | Gerona    | Vista Alegre      |
| Club Esportiu Júpiter                 | Barcelona | Lope de Vega      |
| Club Deportivo Logroño                | Logroño   | Las Gaunas        |
| Club Atlético Osasuna                 | Pamplona  | Campo de San Juan |
| Centro de Sports Sabadell Fútbol Club | Sabadell  | Creu Alta         |
| Unión Club de Irún                    | Irún      | Stadium Gal       |
| Zaragoza Fútbol Club                  | Zaragoza  | Torrero           |

### Grupo III
| Equipo                    | Ciudad    | Estadio           |
| ------------------------- | --------- | ----------------- |
| Elche Fútbol Club         | Elche     | Altabix           |
| Gimnástico Fútbol Club    | Valencia  | Vallejo           |
| Hércules Fútbol Club      | Alicante  | Bardin            |
| Levante Fútbol Club       | Valencia  | Hondo del Grao    |
| Club Deportivo Malacitano | Málaga    | Baños del Carmen  |
| Murcia Fútbol Club        | Murcia    | La Condomina      |
| Club Recreativo Granada   | Granada   | Los Cármenes      |
| Sport Club La Plana       | Castellón | Campo del Sequiol |

## Primera fase

### Grupo I

#### Clasificación
| Pos. | Equipo                   | Pts. | PJ | G | E | P | GF | GC | Dif. | Clasificación            |
| ---- | ------------------------ | ---- | -- | - | - | - | -- | -- | ---- | ------------------------ |
| 1    | Club Celta de Vigo       | 20   | 14 | 9 | 2 | 3 | 44 | 21 | +23  | Clasificado a Fase final |
| 2    | Valladolid Deportivo     | 18   | 14 | 8 | 2 | 4 | 41 | 21 | +20  | Clasificado a Fase final |
| 3    | Sporting de Gijón        | 16   | 14 | 7 | 2 | 5 | 23 | 21 | +2   |                          |
| 4    | Stadium Avilesino        | 14   | 14 | 6 | 2 | 6 | 28 | 38 | −10  |                          |
| 5    | C. D. Nacional de Madrid | 14   | 14 | 6 | 2 | 6 | 25 | 26 | −1   |                          |
| 6    | Baracaldo C. F.          | 13   | 14 | 6 | 1 | 7 | 22 | 22 | 0    |                          |
| 7    | C. D. Coruña             | 10   | 14 | 3 | 4 | 7 | 14 | 27 | −13  |                          |
| 8    | Racing de Ferrol (D)     | 7    | 14 | 2 | 3 | 9 | 11 | 32 | −21  | Descenso a Regional      |

 Fuente: BDFutbol
Criterios de clasificación: Puntos · Diferencia de goles · Goles a favor · Play-off

#### Resultados
| Local \ Visitante        | BAR | CEL | DEP | NAC | RAF | SPO | STA  | VLD |
| ------------------------ | --- | --- | --- | --- | --- | --- | ---- | --- |
| Baracaldo C. F.          | —   | 2–0 | 3–0 | 1–2 | 4–3 | 2–1 | 9–1  | 0–2 |
| Club Celta de Vigo       | 1–1 | —   | 5–1 | 3–1 | 5–0 | 3–1 | 12–2 | 4–3 |
| C. D. Coruña             | 3–0 | 4–2 | —   | 4–3 | 0–0 | 0–0 | 1–2  | 0–0 |
| C. D. Nacional de Madrid | 2–0 | 0–2 | 3–0 | —   | 3–0 | 2–1 | 1–1  | 4–3 |
| Racing de Ferrol         | –   | 1–2 | 0–0 | 2–2 | —   | 1–0 | 2–1  | 1–2 |
| Sporting de Gijón        | 1–0 | 2–1 | 3–0 | 2–0 | 4–1 | —   | 2–1  | 2–2 |
| Stadium Avilesino        | 3–0 | 2–2 | 2–1 | 3–1 | 5–0 | 0–2 | —    | 5–0 |
| Valladolid Deportivo     | 3–0 | 1–2 | 4–0 | 4–1 | 4–0 | 8–2 | 5–0  | —   |

### Grupo II

#### Clasificación
| Pos. | Equipo               | Pts. | PJ | G | E | P | GF | GC | Dif. | Clasificación            |
| ---- | -------------------- | ---- | -- | - | - | - | -- | -- | ---- | ------------------------ |
| 1    | C. A. Osasuna        | 19   | 12 | 9 | 1 | 2 | 31 | 9  | +22  | Clasificado a Fase final |
| 2    | C. S. Sabadell F. C. | 15   | 12 | 6 | 3 | 3 | 22 | 22 | 0    | Clasificado a Fase final |
| 3    | Zaragoza F. C.       | 14   | 12 | 6 | 2 | 4 | 30 | 17 | +13  |                          |
| 4    | Girona F. C.         | 12   | 12 | 4 | 4 | 4 | 12 | 15 | −3   |                          |
| 5    | Unión Club de Irún   | 9    | 12 | 2 | 5 | 5 | 19 | 29 | −10  |                          |
| 6    | F. C. Badalona       | 8    | 12 | 3 | 2 | 7 | 16 | 28 | −12  |                          |
| 7    | C. E. Júpiter        | 7    | 12 | 1 | 5 | 6 | 12 | 22 | −10  |                          |
| 8    | C. D. Logroño (D)    | 0    | 0  | 0 | 0 | 0 | 0  | 0  | 0    | Descenso a Regional      |

 Fuente: BDFutbol
Criterios de clasificación: Puntos · Diferencia de goles · Goles a favor · Play-off
Notas:
1. ↑  El C. D. Logroño se retiró después de cuatro jornadas por tener un bajo nivel competitivo, sus resultados fueron anulados.

#### Resultados
| Local \ Visitante    | BAD | GIR | JUP | LOG | OSA | SAB | UNI | ZAR |
| -------------------- | --- | --- | --- | --- | --- | --- | --- | --- |
| F. C. Badalona       | —   | 1–1 | 0–2 | –   | 1–3 | 1–3 | 3–1 | 2–1 |
| Girona F. C.         | 2–1 | —   | 2–0 | –   | 1–0 | 1–2 | 1–1 | 2–1 |
| C. E. Júpiter        | 0–3 | 1–1 | —   | –   | 0–1 | 1–3 | 1–1 | 0–0 |
| C. D. Logroño        | –   | –   | –   | —   | –   | –   | 1–7 | –   |
| C. A. Osasuna        | 7–0 | 3–1 | 1–1 | –   | —   | 2–1 | 4–0 | 6–2 |
| C. S. Sabadell F. C. | 1–0 | 0–0 | 2–2 | 8–1 | 0–2 | —   | 3–2 | 2–1 |
| Unión Club de Irún   | 3–3 | 1–0 | 4–2 | –   | 0–1 | 5–5 | —   | 0–0 |
| Zaragoza F. C.       | 4–1 | 4–0 | 4–2 | 5–0 | 2–1 | 5–0 | 6–1 | —   |

### Grupo III

#### Clasificación
| Pos. | Equipo             | Pts. | PJ | G  | E | P  | GF | GC | Dif. | Clasificación            |
| ---- | ------------------ | ---- | -- | -- | - | -- | -- | -- | ---- | ------------------------ |
| 1    | Hércules F. C.     | 22   | 14 | 10 | 2 | 2  | 32 | 13 | +19  | Clasificado a Fase final |
| 2    | Murcia F. C.       | 17   | 14 | 7  | 3 | 4  | 28 | 24 | +4   | Clasificado a Fase final |
| 3    | Levante F. C.      | 16   | 14 | 5  | 6 | 3  | 27 | 19 | +8   |                          |
| 4    | Elche F. C.        | 14   | 14 | 5  | 4 | 5  | 22 | 24 | −2   |                          |
| 5    | C. D. Malacitano   | 14   | 14 | 6  | 2 | 6  | 33 | 27 | +6   |                          |
| 6    | Gimnástico F. C.   | 13   | 14 | 6  | 1 | 7  | 23 | 22 | +1   |                          |
| 7    | Recreativo Granada | 13   | 14 | 6  | 1 | 7  | 22 | 22 | 0    |                          |
| 8    | S. C. La Plana (D) | 3    | 14 | 1  | 1 | 12 | 7  | 43 | −36  | Descenso a Regional      |

 Fuente: BDFutbol
Criterios de clasificación: Puntos · Diferencia de goles · Goles a favor · Play-off

#### Resultados
| Local \ Visitante  | ELC | GIM | HER | LEV | MAL | MUR | RCG | SLP |
| ------------------ | --- | --- | --- | --- | --- | --- | --- | --- |
| Elche F. C.        | —   | 1–0 | 2–2 | 2–1 | 4–0 | 1–1 | 0–3 | 3–0 |
| Gimnástico F. C.   | 5–2 | —   | 0–1 | 0–0 | 6–2 | 4–2 | 0–2 | 4–1 |
| Hércules F. C.     | 2–1 | 1–0 | —   | 4–0 | 3–1 | 3–1 | 3–0 | 8–1 |
| Levante F. C.      | 2–2 | 5–0 | 3–1 | —   | 2–2 | 3–1 | 4–0 | 5–0 |
| C. D. Malacitano   | 3–1 | 3–0 | 2–3 | 0–0 | —   | 5–0 | 3–1 | 5–2 |
| Murcia F. C.       | 3–0 | 2–0 | 0–0 | 2–2 | 3–2 | —   | 4–2 | 4–1 |
| Recreativo Granada | 2–2 | 0–2 | 2–0 | 5–0 | 2–1 | 0–2 | —   | 3–0 |
| S. C. La Plana     | 0–1 | 0–2 | 0–1 | 0–0 | 0–4 | 1–3 | 1–0 | —   |

## Fase final

### Clasificación
| Pos. | Equipo                | Pts. | PJ | G | E | P | GF | GC | Dif. | Clasificación              |
| ---- | --------------------- | ---- | -- | - | - | - | -- | -- | ---- | -------------------------- |
| 1    | Hércules F. C. (C, A) | 14   | 10 | 6 | 2 | 2 | 22 | 9  | +13  | Ascenso a Primera División |
| 2    | C. A. Osasuna (A)     | 13   | 10 | 6 | 1 | 3 | 21 | 13 | +8   | Ascenso a Primera División |
| 3    | Club Celta de Vigo    | 12   | 10 | 6 | 0 | 4 | 19 | 18 | +1   |                            |
| 4    | Murcia F. C.          | 11   | 10 | 5 | 1 | 4 | 16 | 15 | +1   |                            |
| 5    | C. S. Sabadell F. C.  | 8    | 10 | 4 | 0 | 6 | 15 | 20 | −5   |                            |
| 6    | Valladolid Deportivo  | 2    | 10 | 1 | 0 | 9 | 11 | 29 | −18  |                            |

 Fuente: BDFutbol
Criterios de clasificación: Puntos · Diferencia de goles · Goles a favor · Play-off

### Resultados
| Local \ Visitante    | CEL | HER | MUR | OSA | SAB | VLD |
| -------------------- | --- | --- | --- | --- | --- | --- |
| Club Celta de Vigo   | —   | 2–1 | 2–1 | 3–1 | 6–1 | 4–3 |
| Hércules F. C.       | 1–0 | —   | 3–1 | 3–0 | 4–0 | 4–1 |
| Murcia F. C.         | 3–0 | 0–0 | —   | 2–0 | 4–2 | 1–0 |
| C. A. Osasuna        | 3–0 | 3–3 | 3–0 | —   | 2–1 | 6–1 |
| C. S. Sabadell F. C. | 3–0 | 1–0 | 1–2 | 0–2 | —   | 5–0 |
| Valladolid Deportivo | 1–2 | 1–3 | 4–2 | 0–1 | 0–1 | —   |

## Resumen
Campeón de Segunda División:
| - Hércules Fútbol Club |

Ascienden a Primera División:
| - Hércules Fútbol Club | - Club Atlético Osasuna |

Descienden a Regional: 
| - Club Deportivo Logroño | - Racing Club de Ferrol | - Sport Club La Plana |